# Pholidota corniculata
Pholidota corniculata là một loài thực vật có hoa trong họ Lan. Loài này được Pfitzer & Kraenzl. miêu tả khoa học đầu tiên năm 1907.